# Аманж
Аманж (фр. Amange) је насељено место у Француској у региону Франш-Конте, у департману Јура.
По подацима из 2011. године у општини је живело 385 становника, а густина насељености је износила 56,87 становника/km².

## Демографија
| 1962. | 1968. | 1975. | 1982. | 1990. | 2011. |
| ----- | ----- | ----- | ----- | ----- | ----- |
| 181   | 191   | 193   | 298   | 90    | 385   |